# ادموند گیبلین
ادموند گیبلین (انگلیسی: Edmund Giblin؛ 29 June 1923 – ۲۸ ژانویهٔ ۲۰۰۰) بازیکن فوتبال اهل بریتانیا بود.
از باشگاه‌هایی که در آن بازی کرده‌است می‌توان به باشگاه فوتبال استوک سیتی و باشگاه فوتبال استافورد رانجرز اشاره کرد.